# Революционные пролетарские ячейки
Революцио́нные пролета́рские яче́йки (другое название: группа «Рабочая борьба») — троцкистская группа, действовавшая в Санкт-Петербурге в 1990—1997 годах.

## История и деятельность
РПЯ были учреждены в 1990 году членами петербургской организации Анархо-коммунистический революционный союз, перешедшими на марксистские позиции. В своей деятельности группа ориентировалась на теоретическое наследие Карла Маркса, Фридриха Энгельса, Владимира Ленина и Льва Троцкого. Организация ставила своей задачей создание боевой пролетарской партии. необходимым этапом в формировании такой партии ставилась задача создания революционных пролетарских ячеек. В августе 1991 года организация активно выступала против ГКЧП.
Группа изначально поддерживала отношения с французской организацией «Рабочая борьба». В 1991 году группа установила связи с Международной социалистической тенденцией (МСТ). В 1992 году стала официальной российской секцией МСТ, однако в следующем же, 1993, году была из неё исключена. В 1997 году организация во главе с Дмитрием Жвания влилась в состав петербургского отделения Национал-большевистской партии.
Группа распространяла работы Льва Троцкого, листовки и бюллетени «Путь вперед». Изначально в своей деятельности ориентировалась, в основном, на заводской пролетариат. Издавала газету «Рабочая борьба». В 1991—1992 годах выходил дискуссионный бюллетень «Социалистический рабочий». В 1991 году активистами группы была издана работа Тони Клиффа «Государственный капитализм в России».